# Wałkno
Wałkno [ˈvau̯knɔ] (tiếng Đức: Falkenau)  là một khu định cư ở khu hành chính của Gmina Maszewo, thuộc hạt Goleniów, West Pomeranian Voivodeship, ở phía tây bắc Ba Lan. Nó nằm khoảng 7 kilômét (4 mi)   phía đông Maszewo, 25 km (16 mi) về phía đông của Goleniów và 40 km (25 mi) về phía đông của thủ đô khu vực Szczecin.
Trước năm 1945, khu vực này là một phần của Đức. Đối với lịch sử của khu vực, xem Lịch sử của Pomerania.
Khu định cư có dân số 110 người.